# Кулипанов, Геннадий Николаевич
Геннадий Николаевич Кулипа́нов (род. 25 января 1942, Щучинск) — российский физик, специалист в области физики ускорителей, заместитель директора Института ядерной физики СО РАН, директор Сибирского центра синхротронного излучения (ЦКП СЦСТИ), академик Российской академии наук (2003).

## Биография
Родился в городе Щучинск Кокчетавской области Казахской ССР. В 1963 году закончил Новосибирский электротехнический институт, после чего работал в Институте ядерной физики на одном из первых в мире коллайдере ВЭП-1, где провёл ряд выдающихся исследований динамики частиц в нелинейных магнитных полях. Был активным участником запуска накопителя ВЭПП-3 (1971), на котором были начаты работы по использованию синхротронного излучения. В конце 1970-х Кулипанов организовал первое «Всесоюзное совещание по проблемам СИ», которое с тех пор регулярно проводится раз в два года в Новосибирске, превратившись с 1986 года в международную конференцию.
Под руководством Кулипанова разработан ряд излучательных вигглеров, в том числе впервые в мире сверхпроводящий вигглер. Руководил созданием специализированных источников СИ «Сибирь-1» и «Сибирь-2» для Курчатовского института. Предложил концепцию источника СИ четвёртого поколения на основе ускорителя-рекуператора, один из авторов проекта MARS. Руководитель строительства Новосибирского лазера на свободных электронах.